# Broad Peak (film)
Broad Peak – polski dramat filmowy z 2022 roku w reżyserii Leszka Dawida. Scenariusz napisał Łukasz Ludkowski, za montaż odpowiadał Maciej Pawliński, autorem zdjęć był Łukasz Gutt, scenografii - Janusz Mazurczak i Katarzyna Jędrzejczyk, a kostiumów - Agata Culak. Za produkcję odpowiadało East Studio.
Fabułą filmu jest historia życia himalaisty Macieja Berbeki i jego prób pierwszego zimowego wejścia na szczyt Broad Peak w Karakorum – nieudanej w 1988 oraz tej z 2013, gdy czterech polskich wspinaczy stanęło na szczycie, zakończonej jednak śmiercią Berbeki i Tomasza Kowalskiego.
Zdjęcia do filmu ruszyły w 2018 roku, powstawały w Polsce – w Zakopanem, Radomiu i Warszawie – oraz w górach Karakorum w Pakistanie (do wysokości 5600 m) i we włoskich Alpach (Dolina Aosty). Premiera filmu odbyła się 14 września 2022 roku na platformie Netflix.

## Obsada
Na podstawie źródła.
- Ireneusz Czop jako Maciej Berbeka
- Maja Ostaszewska jako Ewa Dyakowska-Berbeka, żona Macieja
- Dawid Ogrodnik jako Adam Bielecki
- Łukasz Simlat jako Krzysztof Wielicki
- Piotr Głowacki jako Aleksander Lwow
- Tomasz Sapryk jako Andrzej Zawada
- Maciej Raniszewski jako Tomasz Kowalski
- Maciej Kulig jako Artur Małek